# シラタマノキ属
シラタマノキ属（しらたまのきぞく、学名：Gaultheria ）はツツジ科の属の一つ。

## 特徴
茎が地上を這うか斜上する常緑の小低木。葉は茎に互生し、厚い革質で縁に鋸歯をもつ。葉腋または茎の先端から総状花序または1個の花をつける。花冠はつぼ形または鐘形で、先端は浅く4-5裂する。花後、萼筒が肥厚し、液果状の果実になる。

## 分布
東アジア、マレーシア、北アメリカ、中央アメリカの、亜熱帯、温帯、亜寒帯に広く分布し、170-180種知られる。日本では3種が知られている。

## 日本の種
- シラタマノキ Gaultheria miqueliana Takeda
- アカモノ Gaultheria adenothrix (Miq.) Maxim.
- ハリガネカズラ Gaultheria japonica (A.Gray) Sleumer

## ギャラリー
- シラタマノキ（果実）
- アカモノ
- ハリガネカズラ